# Phương ngữ học
Phương ngữ học (từ tiếng Hy Lạp cổ đại διάλεκτος, dialektos, "nói, thổ ngữ"; và -λογία, -logy) là ngành nghiên cứu khoa học về ngôn ngữ phương ngữ, lĩnh vực con của ngôn ngữ học xã hội. Phương ngữ học nghiên cứu các biến thể trong ngôn ngữ chủ yếu dựa theo phân bố địa lý và các đặc điểm liên quan của chúng. Phương ngữ học xem các chủ đề như là sự khác biệt của hai phương ngữ từ một tổ tiên chung và biến thể đồng bộ.